# Ptychodes
Ptychodes es un género de escarabajos longicornios de la tribu Lamiini.

## Especies
- Ptychodes alboguttatus Bates, 1880
- Ptychodes bifasciatus Dillon & Dillon, 1941
- Ptychodes dilloni Breuning, 1949
- Ptychodes guttulatus Dillon & Dillon, 1941
- Ptychodes mixtus Bates, 1880
- Ptychodes politus Audinet-Serville, 1835
- Ptychodes punctatus Dillon & Dillon, 1941
- Ptychodes taeniotoides Thomson, 1865